# ベネワ郡 (アイダホ州)
ベネワ郡（英: Benewah County）は、アメリカ合衆国アイダホ州の北部に位置する郡である。2010年国勢調査での人口は9,285人である。郡庁所在地はセントメアリーズ（人口2,652人）であり、同郡では人口最大の都市である。1915年1月23日にクートニー郡から分離して設立され、コー・ダリーン族インディアンの酋長に因んで名付けられた。

## 地理
アメリカ合衆国国勢調査局に拠れば、郡域全面積は783.98平方マイル (2,030.5 km2)であり、このうち陸地は776.07平方マイル (2,010.0 km2)、水域は7.91平方マイル (20.5 km2)で水域率は1.01％である。コロンビア川盆地の中で広くうねりの多いプレーリーのような地形であるパルースの北部にある。

### 隣接する郡
- クートニー郡 - 北
- ショショーニ郡 - 東
- レイタ郡 - 南
- ウィットマン郡 (ワシントン州) - 南西
- スポケーン郡 (ワシントン州) - 北西

### 国立保護地域
- セントジョー国立の森（部分）

### 高規格道路
- - アメリカ国道95号線
- - アイダホ州道3号線
- - アイダホ州道5号線
- - アイダホ州道6号線
- - アイダホ州道58号線
- - アイダホ州道60号線

## 人口動態
以下は2000年の国勢調査による人口統計データである。
| 基礎データ - 人口: 9,171人 - 世帯数: 3,580 世帯 - 家族数: 2,538 家族 - 人口密度: 5人/km2（12人/mi2） - 住居数: 4,238軒 - 住居密度: 2軒/km2（6/mi2） 人種別人口構成 - 白人: 88.66% - アフリカン・アメリカン: 0.12% - ネイティブ・アメリカン: 8.94% - アジア人: 0.15% - 太平洋諸島系: 0.05% - その他の人種: 0.25% - 混血: 1.82% - ヒスパニック・ラテン系: 1.55% 先祖による構成 - ドイツ系：26.6％ - イギリス系：11.7％ - アメリカ人：9.5％ - アイルランド系：8.6％ | 年齢別人口構成 - 18歳未満: 26.9% - 18-24歳: 6.8% - 25-44歳: 25.4% - 45-64歳: 26.6% - 65歳以上: 14.2% - 年齢の中央値: 39歳 - 性比（女性100人あたり男性の人口） - 総人口: 104.0 - 18歳以上: 101.1 世帯と家族（対世帯数） - 18歳未満の子供がいる: 31.3% - 結婚・同居している夫婦: 58.4% - 未婚・離婚・死別女性が世帯主: 7.7% - 非家族世帯: 29.1% - 単身世帯: 24.0% - 65歳以上の老人1人暮らし: 10.4% - 平均構成人数 - 世帯: 2.52人 - 家族: 2.99人 収入と家計 - 収入の中央値 - 世帯: 31,517米ドル - 家族: 36,000米ドル - 性別 - 男性: 35,097米ドル - 女性: 20,288米ドル - 人口1人あたり収入: 15,285米ドル - 貧困線以下 - 対人口: 14.1% - 対家族数: 10.5% - 18歳未満: 18.2% - 65歳以上: 9.7% |

## 都市と町
- プラマー
- セントメアリーズ - 郡庁所在地
- テンスド

### 未編入の町
- デスメット
- エミダ
- ファーンウッド
- パークライン
- レンフルー
- サンタ

### 公園
- ヘイバーン州立公園
- マクロスキー州立公園